# Варга, Юлиан Андреевич
Юлиан Андреевич Варга, при рождении Дьюла Андраш Варга (венг. Varga Gyula Andras; 1890 — 25 августа 1959) — советский и венгерский военный деятель, участник обеих мировых войн и Гражданской войны в России, генерал-лейтенант Венгерской народной армии.

## Биография
Участник Первой мировой войны, имел звание обер-лейтенанта вооружённых сил Австро-Венгрии. В 1915 году попал в русский плен. В 1917 году после Февральской революции перешёл на сторону большевиков, с 1918 года военнослужащий РККА и участник формирования национальных частей.
В годы Гражданской войны командовал 1-м Интернациональным полком 24-й Железной стрелковой дивизии (216-м полком). Ещё будучи командиром 3-й венгерской интернациональной роты, Варга участвовал в штурме Симбирска 12 сентября 1918 года: именно его рота бросилась в штыковую атаку у Юнкерского училища в разгар штурма. Позже держал оборону моста через Волгу в боях против войск В.О.Каппеля с 16 по 17 сентября, отмечен командиром дивизии Г.Д.Гаем: в ходе боя Варга захватил несколько пулемётов, потеряв за всё сражение 17 человек. Также Варга участвовал в боях за Самару в октябре 1918 года, выбивая части Чехословацкого корпуса из Кинеля. После назначения комендантом Самары Славояра Частека принял командование 216-м интернациональным полком.
В 1919 году участвовал в боях за Венгерскую Советскую Республику. В годы гражданской войны в Испании занимался формированием и снабжением венгерской интернациональной бригады. На фронте Великой Отечественной войны в 1943—1945 годах командовал венгерскими частями. После Победы и образования Венгерской Народной Республики ему было присвоено звание генерал-лейтенанта Венгерской Народной Армии.
В 1956 году Дьюлу Варгу и его друга Шандора Сиклаи попытались убить восставшие в Будапеште, однако Варга и Сиклаи организовали оборону в доме. Варга отстреливался из пистолета и двуствольного ружья, ранив множество нападавших, и продержался до прибытия подмоги. Сиклаи же погиб от рук восставших. В 1957 году Варга присутствовал на параде 40-летия Октябрьской революции в Будапеште.
Награждён орденом Венгерской свободы. Потомки Варги ныне проживают в Сегеде. Личные вещи Варги — экспонаты выставки «Красные и белые» Пензенского краеведческого музея.